# Callichthys oibaensis
Callichthys oibaensis je paprskoploutvá ryba z čeledi pancéřníčkovití (Callichthyidae).
Druh byl popsán roku 2006 ichtyologem Carlosem Arturem Ardila Rodriguezem.

## Popis a výskyt
Maximální délka ryby je 8 cm.
Tělo podlouhlé, zploštělé hnědé či zelené barvy se dvěma vodorovnými pruhy bílých teček na bocích. Černý proužek od hřbetní ploutve po ocasní ploutev. Břicho bílé.
Byla nalezena ve vodách Jižní Ameriky: řeky Magdalena a Suárez.